# Stara Synagoga w Piasecznie
Stara Synagoga w Piasecznie – znajdowała się w Piasecznie w województwie mazowieckim przy ul. Zgoda 1.
W 1797 roku istniał tu kahał, (pozostałe domy modlitwy znajdowały się przy ulicy Niecałej 15, w domu rabina Kelmana Szapiro, oraz na ulicy Nadarzyńskiej), a sama drewniana synagoga została zbudowana w 1862 w miejscu późniejszej, murowanej. W 1886 została zniszczona przez pożar.